# دشت ایشیم
دشت ایشیم (به قزاقی: Ishim Steppe) یک استپ و دشت در قزاقستان و روسیه است که در استان کورگان واقع شده‌است.